# Facies

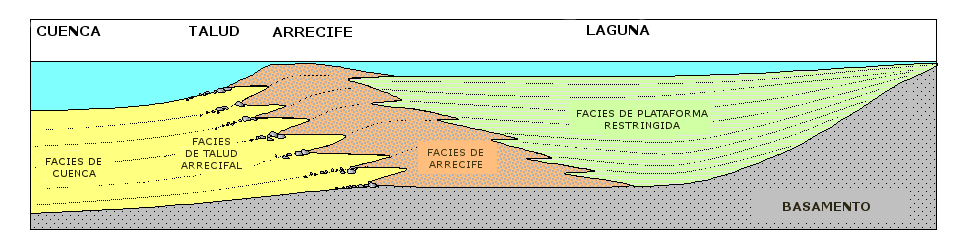
Sección de una plataforma carbonatada mostrando los diferentes ambientes sedimentarios y las facies correspondientes.

Se denomina facies al conjunto de rocas sedimentarias o metamórficas con características determinadas, ya sean paleontológicas (fósiles) o litológicas (composición mineral, estructuras sedimentarias, geometría, etc.) que ayudan a reconocer los ambientes sedimentarios o metamórficos, respectivamente, en los que se formó la roca. Algunas asociaciones de facies permiten caracterizar con bastante precisión el medio sedimentario en el que se formaron, como las facies detríticas fluviales o las turbidíticas de talud continental.
El término facies fue acuñado por el geólogo suizo Amanz Gressly en 1838 y fue parte de su importante contribución a las bases de la estratigrafía moderna, la cual sustituyó a las anteriores nociones de Neptunismo.

## Regla de Walther
La ley o regla de Walther, llamada así por el geólogo alemán Johannes Walther (1860-1937), establece que la sucesión vertical de facies (sin discontinuidades estratigráficas) refleja la misma secuencia de facies que se formaban lateralmente en el medio sedimentario. Se debe a que cuando hay cambios en un ambiente sedimentario —diferencia de aportes, subsidencia, variación del nivel del mar, etc.— las facies que estaban sedimentándose adyacentes y yuxtapuestas se depositan encima de las otras, superpuestas, respetando el mismo orden o polaridad que tenían sobre la superficie de deposición.
Un ejemplo de esta ley es la sucesión estratigráfica vertical que caracteriza una transgresión marina, que refleja las facies que pueden verse lateralmente en un medio litoral actual, pero en una secuencia continua vertical. En un ejemplo que puede tener muchas variaciones, de abajo arriba: empezando con facies continentales (fluviales, de delta), siguiendo con facies litorales (cordón dunar, playa, medio intermareal) y culminando con facies típicas de mar abierto (barras arenosas submareales o facies de plataforma carbonatada).